# 慕容木延
慕容 木延（ぼよう ぼくえん、拼音: Mùróng Mùyán、生没年不詳）は、鮮卑慕容部の大人。父は慕容部の始祖である莫護跋。子は慕容渉帰・慕容耐。前燕の基礎を作った慕容廆の祖父にあたる。

## 生涯
莫護跋の没後、その後を継いで慕容部の大人となった。
彼の治世についての記録は残っていないが、父同様に魏・西晋との従属関係を保ち続けた。
正始7年（246年）2月、魏の毌丘倹が高句麗討伐に赴くと、慕容木延もこれに従軍して戦功をあげた。同年、功績により左賢王・大都督の位を加えられた。
彼の死後は子の慕容渉帰が大人の位を継いだ。没年は不詳であるが、太康2年（281年）は既に慕容渉帰が大人として活動している事から、それ以前と思われる。

## 参考資料
- 『晋書』（慕容廆載記）
- 『資治通鑑』巻75 , 巻81
- 『十六国春秋』巻23
- 『魏書』（列伝第83）